# ВО-4 «Говерля»
ВО-4 «Говерля» — воєнна округа Української повстанської армії, № 4 (Івано-Франківщина, Дрогобиччина, Північна Буковина), частина оперативної групи УПА-Захід.
Першу половину 1944 року — командир округи Бутковський Іван-«Гуцул». Після його важкого поранення і переходу на Захід в ролі керівника місії УПА закордоном, з липня командиром округи став Твердохліб Микола — майор «Грім».

## Структура

### Курені
- «Буковинський» (командири: Олекса Додяк-«Крига» весна—листопад 1944, «Перебийніс» (Назар Данилюк, 1944—1946, пом.31.03.1951);
- «Перемога» (командир «Степовий» (Тарасенко);
- «Гайдамаки» (командир «Скуба» (Дмитро Гах, 1944 — пом.27.09.1945), «Чорногора» (Скляновський-Гордієнко Іван);
- «Гуцульський» (командир «Книш» (Дмитро Горнякевич, 1944—1945, пом.31.10.1946);
- «Карпатський» (командир «Лісовий» (Андрій Злобін, 1944—1945, пом.04.1945);
- «Загроза» (командир «Ромко» (Роман Мончаківський, 1944 — пом.16.06.1945);
- «Промінь» (командир «Козак» (Кобилинець Іван, 5-6.1944), хорунжий «Мурза» (Клим Михайло, 07.1944 — 8.08.1944), «Клименко» (Дуб Яків, 8.08.1944-9.09.1944), «Вуйко» (Теодор Муйла, 9.09.1944-11.1944), «Журавель» (Ярослав Юсип, 19.11.1944—5.1945), «Бей» Казимир Яворський (5-7.1945))[2];
- «Скажені» (командир «Різун» (Василь Андрусяк, 1944—1945, †26.02.1946);
- «Бескид» (командир «Довбуш» (Лука Гринішак, 1944—1946, пом.30.05.1956);
- «Довбуш» (командир «Гамалія» (Іван Ґонта, пом.01.11.1944);
- «Сивуля» (командир «Іскра» (Василь Яськів, 1944—1946, пом.08.10.1946);
- «Смертоносці» (командир «Благий» (Олекса Химинець, 1944 — пом.21.03.1945).

### Тактичні відтинки (1945—1949)
Після проведеної у першій половині 1945 року реорганізації групи УПА-Захід, територія ВО-4 «Говерля» від літа 1945 до літа 1947 поділялась на тактичні відтинки, в яких діяли такі курені і сотні:
ТВ-20 «Чернівці»:
Командир: поручник «Недобитий»? (Матвіїв Юліан Миколайович)
На відділи ТВ-20 «Чернівці» не ділився.
ТВ-21 «Гуцульщина» (Коломийський):
Командири: поручник «Степовий» (Тарасенко) (короткочасно) (†17.01.1945); поручник «Козак» (Яворський Микола) (03.1945 — †29.01.1946), сотник «Хмара-1» (Мельник Петро) (†27.04.1953)
- сотня 58 «Сурма» – сотенний «Нечай» (Фридер Михайло, 1944), сотенний «Білий» (Долішняк Юрій, 1944—1946, †01.05.1948)
- сотня 59 «імені Колодзінського» – сотенний «Гайворон» (Іван Гураль, 1944, †15.05.1950), «Спартан» (Михайло Москалюк, 1944—1948, †02.02.1950)
- сотня 60 «Дністер» – сотенний «Палій» (Семен Матійко, 1944, †1948), сотенний «Орлик» (Степан Чуйко, 1944 — пом.15.08.1945), сотенний «Буревій» (Михайло Романиця, 1945), сотенний «Завірюха» (Василь Паращук, 1945), сотенний «Юрко» (Михайло Юрцуняк, 1946—1947)
- сотня 61 «Імені Гонти» – сотенний «Манів» (1944—1945, сотенний «Підгірський» (Костянтин Приймак, 1945)
- сотня 62 «імені Богуна» – сотенний «Недобитий» (Юліан Матвіїв, 1944), сотенний «Вихор-2» (Харук Микола, 1945—1949)
- сотня 63 «Березівська» – сотенний «Мороз» (Дмитро Негрич, 1944—1945), сотенний «Юрко» (Василь Боцвінчук (1945), сотенний «Кривоніс» (Мирослав Симчич, 1945—1948)
- сотня 64 «Черемош» – сотенний «Гамалія» (Василь Скригунець, 1944—1945, пом.15.05.1949), сотенний «Чабан» (Іван Скульський, 1945, пом.18.01.1948)
- сотня 65 «Чорногора» – сотенний «Циган» (Федір Децько, 1944—1945, пом.04.04.1946), сотенний «Нечай» (Йосип Приймак, 1944 —пом.14.02.1945), сотенний «Довбуш» (Микола Кавацюк, 1944—1946, †06.05.1948), сотенний «Бандура» (Іван Прядко, 1944—1945, †14.08.1949)
- сотня 66 «Трембіта» – сотенний «Дорошенко» (Петро Савіцький, 1944 — †1945), сотенний «Чмелик» (1945), сотенний «Гонта» (Микола Шкарупа, 1944—1945, пом.1946)
- сотня 67 «імені Богдана Хмельницького» – сотенний «Хмара-2» (Дмитро Білінчук, 1944—1946, пом.09.04.1953)
- сотня 68 «імені Симона Петлюри» – сотенний «Скиба» (Іван Павлюк, 1944 — †02.08.1945), сотенний «Крук» (Костянтин Геник, 1945—1946)

ТВ-22 «Чорний ліс» (Станіславівський):
Командири: майор «Грегіт» (Андрусяк Василь) (25.04.1945 — †24.02.1946), поручник «Дунай» (Богдан Трач — 1946—1949, пом.23.11.1950 або 07.10.1951)
- 1-й курінь «Підкарпатський» – курінний «Прут» (Вацик Павло 07.01.1945 — пом.01.03.1946)
  - сотня 69 «Змії» – сотенний «Чорний» (Данило Рудак, 1944—1945), сотенний «Сокіл» (Микола Корж, 1945)
  - сотня 70 «Заведії» – сотенний «Буря» (1945 — пом.17.01.1946), сотенний «Запорожець» (Василь Кавацюк, 1946)
  - сотня 71 «Чорні чорти» – сотенний «Пиріг» (Дмитро Дзюрак, 1944 — †18.10.1946), сотенний «Морозенко» (Василь Юсипчук, 1946, пом.18.12.1946)
- 2-й курінь «Дзвони» – курінний «Хмара-1» (Мельник Петро), курінний «Чорнота» (Володимир Чав'як, 1945—1947)
  - сотня 72 «Стріла» – сотенний «Хмара-1» (1944), «Явір» (Михайло Петраш, 1944 — пом.10.05.1946 або 30.07.1946), сотенний «Причепа» (Микола Катамай, 1946 — пом.21.01.1947)
  - сотня 73 «Лебеді» – сотенний «Буковинець» (1945), сотенний «Вовк» (Осип Юрцуняк, 1945 — пом.27.05.1946), сотенний «Мур»
  - сотня 74 «Сірі» – сотенний «Чорнота» (Володимир Чав'як, 1944—1945, арешт.21.08.1947), сотенний «Сапер» (Михайло Коржак, 1946 — пом.30.09.1949), сотенний «Їжак» (Дмитро Легуневич, 1949 — пом.20.03.1950)
- 3-й курінь «Смертоносці» – курінний «Благий» (Химинець Олекса) (пом.20.03.1945); курінний «Чорний» (Данило Рудак, пом.16.08.1948)
  - сотня 75 «Звірі» – сотенний «Гроза» (Михайло Тарновський, 1944 — пом.18.06.1946), сотенний «Крамаренко» (1946 -пом.17.03.1948)
  - сотня 76 «Залізні» – сотенний «Богун» (Федір Ковальчук, 1944), сотенний «Олег» (Михайло Оленюк, 1944 — пом.14.05.1945, сотенний «Вихор-1» (Іван Андрійчук, 1945 — пом.07.10.1946)
  - сотня 77 «Месники» – сотенний «Бойко» (пом.21.10.1945), сотенний «Павло» (Павло Когуч, 1945—1949, пом.14.02.1951)
- 4-й курінь «Сивуля» – курінний «Іскра» (Василь Яськів, пом.08.10.1946)
  - сотня 78 «Верховинці» – сотенний «Вивірка» (Василь Гусак), сотенний «Бобик»
  - сотня 79 «Бистрі» – сотенний «Дуденко» (Святослав Пахолків, 1944 — пом.07.01.1945), сотенний «Вихор-1» (Іван Андрійчук, 1945 — пом.07.10.1946), сотенний «Сагайдачний»
- 5-й курінь «Бескид» – курінний «Довбуш-1» (Лука Гринішак, 1944—1946)
  - сотня 80 «Гуцули» – сотенний «Крук» (Геник Костянтин пом.01.12.1950), сотенний «Тур» (Михайло Борисюк)
  - сотня 80а «Зелені» – сотенний «Шабля» (Петро Мулик)

ТВ-23 «Магура» (Калуський):
Командири: підполковник «Хмель» (Фрасуляк Степан) (10.1944 — 01.1945), майор «Сокіл» (Костянтин Петер) (01.1945 — 04.1945); хорунжий «Колчак» (Королюс Федір, †15.04.1945), сотник «Байрак» (Ярослав Косарчин) (пом.13.12.1951)
- сотня 81 «Летуни» – сотенний «Летун» (Степан Владико, 1944), сотенний «Середний» (Євген Музичка, 1944-†21.09.1946)
- сотня 82 «Вітрогони» – сотенний «Тютюнник» (Андрій Марійчин, 1945, †13.04.1946), сотенний «Морозенко» (Ярослав Долинка, 1945—1946, †28.02.1946)
- сотня 83 «Круки» – сотенний «Моряк-Чорноморець» (Петро Дуда, 1945—1947, †1948)
- сотня 84 «Рисі» – сотенний «Ґонта» (Семак Матвій, 1944 — пом.13.05.1946), сотенний «Влодко-Ревай» (1946 — пом.21.02.1947)
- сотня 85 «Бистриця» – сотенний «Донський», сотенний «Черник», сотенний «Ластівка» (Федір Гнатів або Богдан Вишиваний)
- сотня 86 «Журавлі» – сотенний «Малина» (Петро Борис, 1944 — пом.1946), сотенний «Журавель» (Ярослав Юсип, 1944, пом.21.01.1946), сотенний «Грізний» (Стурко Юліан)
- сотня 87 «Хорти» – сотенний «Бей» (Казимир Яворський, 1944 — пом.17.12.1947), сотенний «Волиняк»
- сотня 88 «Опришки» – сотенний «Довбуш-2» (Володимир Депутат, †09.1946)

ТВ-24 «Маківка» (Дрогобицький):
Командири: поручник «Андрієнко» (Дмитро Вітовський) (05.1945 — полон 28.03.1946); сотник «Богдан» (весна 1946 — 15.08.1947); сотник «Хрін» (Стебельський Степан) (15.08.1947 — 1948, ТВ розпущено) (†9.09.1949)
- Курінь «Бойки» – курінний «Трясило» (Михайло Бобанич, 1944—1945, †19.03.1946)
  - сотня 89 «імені Вітовського» – сотенний «Моряк» (Андрій Сливка), сотенний «Бродич» (Микола Лаврів,†1946)
  - сотня 90 «імені Хмельницького» – сотенний «Буйтур» (Дмитро Суслинець, 1944 — †07.03.1946 або 15.11.1946), сотенний «Грузин» (Михайло Горчин, 1946—1948, пом.10.09.1948)
- Самостійні сотні?
  - сотня 91 «Басейн» – сотенний «Біль» (Ярослав Демкович), сотенний «Мирон» (Володимир Гошка, 1946—1947, †02.06.1949), сотенний «Тараско» (Василь Ступка, пом.22.12.1947), сотенний «Роман» (1948), сотенний «Чорняк» (1948—1949), сотенний «Оріх» (Василь Гудзик, 1949)
  - сотня 92 «Булава» – сотенний «Павук» (Василь Фединський, 1944), сотенний «Зелений» (Осип Урбан, 1945, пом.17.04.1947), сотенний «Мирон» (Володимир Гошка, 1945—1946), сотенний «Орленко» (Іван Наконечний, 1946 — пом.03.03.1948)[4]
  - сотня 93 «Вовки» – сотенний «Кармелюк» (Степан Гнатів або Андрій Левенець, 1945—1947, пом.18.08.1948)

## Чисельність
До складу ВО-4 «Говерля» входило: 8 тис. повстанців (літо 1944 р.); 5 тис. повстанців (літо 1945 р.).

## Видавнича діяльність
Друкованим виданням ВО-4 «Говерля» була газета «Шлях перемоги» та одноднівку «Чин зброї».